# Harchebi
Harchebi (auch Haremachbit), um 660 bis 644 v. Chr. (Dritte Zwischenzeit), war der Sohn des Haremachet und Hohepriester des Amun. Er ist bezeugt durch einen Sarg mit Überresten der Mumifizierung, der in der Nähe des seines Vaters 1918/19 in Al-Asasif in Theben-West entdeckt wurde.